# دفن كوجو (فلم)
دفن كوجو (بالإنجليزية: The Burial of Kojo) هو فيلم دراما غاني صدر سنة 2018، وهُو من إخراج وتأليف بليتز بازاوولي. صُورت مشاهد الفيلم بالكامل في غانا، من خلال ميزانية صغيرة وطاقم عمل محلي والعديد من المُمثلين الذين كان هذا الفيلم بداية مسارهم الفني. الفيلم من بطولة جوزيف أوتسيمان في دور كوجو وسينثيا دانكوا في دور إيزي. أنتج الفيلم طاقم مُكون من بليتز بازاوولي وآما أبيبريس وكواكو أوبينغ بواتينغ. عُرض الفيلم لأول مرة في نيويورك في 21 سبتمبر 2018، في مهرجان عالم الأفلام الحضرية السينمائي الدولي، وقد حصل في هذا المهرجان على جائزة أفضل فيلم روائي (فئة السينما العالمية). رُشح الفيلم أيضا خلال حفل توزيع جوائز الأوسكار الأفريقي الخامس عشر للتنافس على 9 جوائز، وفاز منها بجائزتين هي جائزة أفضل أول فيلم روائي طويل لمُخرج. تكلفت شركة (بالإنجليزية: ARRAY) بمُهمة توزيع الفيلم، وقد صدر هذا الأخير على منصة نتفليكس في 31 مارس 2019، ما جعله أول فيلم غاني يُعرض لأول مرة على المنصة في بُلدان مختارة حول العالم.

## طاقم التمثيل
- سينثيا دانكوا في دور إيزي.
- آما أبيبريس في دور الراوية.
- جوزيف أوتسيمان في دور كوجو، والد إيزي.
- ماملي دجانغما في دور آما، والدة إيزي.
- كوبينا أميسة سام في دور كوابينا، شقيق كوجو.
- هنري أدوفو في دور أبالو.
- جويس أنيما ميسا أمواه في دور نانا، جدة إيزي.
- بريان أنجلز في دور الرقيب أساري.
- جو أدو في دور المحقق كومسون.
- إيمانويل نيرتي في دور كوجو (خلال مرحلة الشباب).
- إدوارد دانكوا في دور كوابينا (خلال مرحلة الشباب).
- زالفا أودونكور بدور أدوا.

## الاستقبال

### الاستقبال النقدي
حصل الفيلم في المُجمل على تقييمات إيجابية من النقاد. فعلى موقع روتن توميتوز، حصل الفيلم على مُعدل موافقة بنسبة 100٪ بناءً على 7 مراجعات، أي بمُعدل 9.25/10.
كتب ريتشارد برودي عن مجلة النيويوركر ما يلي : «يُقدم بازاوولي صورة لفنان في مرحلة الفجر يلتقط الشعلة المبكرة للإلهام الفني من الداخل.» أما جون دوفور عن هوليوود ريبورتر فقد كتب : «قد يشعر المشاهدون بالقلق من أن صور بازاوولي الرائعة بشكل صارخ لن تضيف أي شيء، لكن الفيلم يُرضي من حيث النثر والشعر، مما يُوفر نهاية منطقية لبداية الفيلم. وسيترك الكثير ممن يرونه مُتلهفين لحكاية المُخرج الشاب التالية.»  كتب بريان كوستيلو عن كومون سينس ميديا، «هذا فيلم خصب ومليء بالصور المبهرة المستمدة من الواقعية السحرية، التي بقدر ما مأخوذة من المكان نفسه.»

### الجوائز والترشيحات
| السنة | المهرجان                                     | الفئة                                  | النتيجة | مراجع  |
| ----- | -------------------------------------------- | -------------------------------------- | ------- | ------ |
| 2018  | مهرجان عالم الأفلام الحضرية السينمائي الدولي | أفضل فيلم روائي (فئة السينما العالمية) | فوز     | [ 8 ]  |
| 2019  | مهرجان الأقصر للسينما الأفريقية              | أفضل فيلم روائي                        | فوز     | [ 11 ] |

## روابط خارجية
دفن كوجو على موقع IMDb (الإنجليزية)
- دفن كوجو على موقع روتن توميتوز (الإنجليزية)
- دفن كوجو على موقع قاعدة بيانات الفيلم (الإنجليزية)
- دفن كوجو على موقع ليتربوكسد (الإنجليزية)
- دفن كوجو على موقع كينوبويسك (الروسية)